# Comtat de Weston
El Comtat de Weston és un comtat dins de l'estat dels Estats Units de Wyoming. La seu del comtat és a Newcastle. La població segons el Cens dels Estats Units del 2000 era de 6.644 habitants.

## Història
El comtat de Weston fou creat el 1890 com una porció del comtat de Crook. El comtat rep el nom per Jefferson B. Weston (1831-1895), un auditor de l'estat de Nebraska (1873-1879).

## Geografia
D'acord amb l'Oficina del Cens dels Estats Units, el comtat tenia una àrea total de 2.400 milles quadrades (6.216 km²), dels quals 2.398 milles quadrades (6.210 km²) corresponien a terra ferma i 2 milles quadrades (6 km²), el 0,09% del total és cobert per aigua.

### Entitats de població
CiutatNewcastle
PobleUpton
Lloc designat pel censHill View Heights i Osage
Altres llocsFour Corners

### Comtats adjacents
|  |  |  |
|  |  |  |
|  |  |  |

### Carreteres de la xarxa principal
- U.S. Highway 16
- U.S. Highway 20
- U.S. Highway 85
- Wyoming Highway 116
- Wyoming Highway 450
- Wyoming Highway 585

### Àrees Nacionals protegides
- Black Hills National Forest (part)
- Thunder Basin National Grassland (part)

## Demografia

Piràmide d'edats del Comtat de Weston segons el cens del 2000.

D'acord amb el cens dels Estats Units del 2000  hi havia 6.644 habitants, 2.624 domicilis, i 1.868 famílies residint al comtat. La densitat de població era de tres habitants per milla quadrada (1 hab./km²). Hi havia 3.231 unitats familiars amb una densitat mitjana d'1 per milla quadrada (1/km²). Segons els criteris racials del cens el perfil racial era de 95,94% blancs, 0,12% negres o afroamericans, 1,26% nadius americans, 0,20% asiàtics, 0,02% illencs del Pacífic, 0,93% d'altres races, i un 1,54% de dues o més races. El 2,06% de la població tenia ascendència hispànica o llatina de qualsevol raça, El 33,0% eren germànics, 13,0% anglesos, 8,9% irlandesos i un 7,2% de nadius americans segons el cens del 2000.
Hi havia 2.624 domicilis de les que el 31,10% hi residien menors de 18 anys, al 60,40% dels domicilis residien parelles casades, en el 7,30% hi vivien dones sense marit, i el 28,80% no eren families. Al 25,00% de tots els domicilis hi vivia només una persona i en l'11,50% hi vivien persones de 65 o més anys. La mida mitjana dels domicilis era de 2,42 i la mida mitjana de les famílies era de 2,88.
Al comtat la població es repartia per edats de la següent manera: El 24,10% eren menors de 18 anys, el 7,40% entre 18 i 24, el 26,30% entre 25 i 44 anys, el 26,70% entre 45 i 64, i el 15,60% tenien 65 o més anys. L'edat mediana era de 41 anys. Per cada 100 dones hi havia 103,10 homes. Per cada 100 dones majors de 18, hi havia 103,80 homes.
La mediana d'ingressos per domicili del comtat era de $32.348, i els ingressos medians de les famílies era de $40,472. Els homes tenenin uns ingressos medians de $34.321 front els $18.640 per a les dones. La renda per capita del comtat era de $17.366. Un 6,30% de les famílies i el 9,90% de la població es trobaven per sota del llindar de pobresa, incloent un 11,30% de menors de 18 anys i un 13,60% de 65 o més anys.

## Govern i infraestructures
El Wyoming Honor Conservation Camp & Boot Camp del Wyoming Department of Corrections es localitza a Newcastle. The facility was operated by the Wyoming Board of Charities and Reform until that agency was dissolved as a result of a state constitutional amendment passed in November 1990.